# شهادة كينيا للتعليم الأساسي

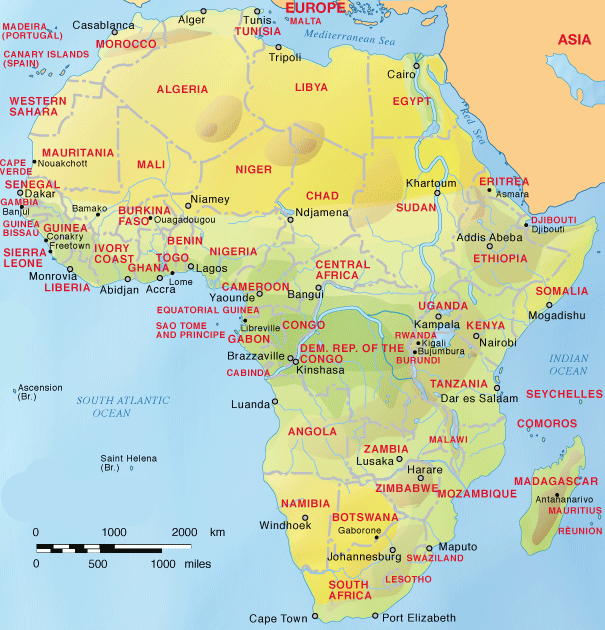

شهادة كينيا للتعليم الاساسي هي شهادة يتم اعطائها للطلاب بعد اتمام دورة تدريبية معتمدة لمدة 8 سنوات في التعليم الاساسي في كينيا.يتم الاشراف على الامتحان بواسطة مجلس الامتحانات الوطني الكيني، الذي يعتبر هيئة امتحانات في كينيا يقع تحت مسؤولية وزارة التربية. حيث تقوم نفس الهيئة أيضا بإجراء وتنظيم شهادة كينيا للتعليم الثانوي. وتعطى الشهادة للطلاب الذين ينهون التعليم الثانوي تم تأسيس شهادة كينيا للتعليم الاساسي وشهادة كينيا للتعليم الثانوي في 1985 عندما تم عرض نظام 8-4-4 للتعليم في كينيا.

## الاختبار
المواد التي يتم الامتحان بها هي الرياضيات، اللغة الإنجليزية،اللغة السواحلية، الاجتماعيات، والدين (المسيحي، الإسلامي، الهندوسي)والعلوم.تتضمن اللغة الإنجليزية والسواحلية قسمين للانجليزية هناك القواعد والمضمون، الكيسواحيلية هناك لغة وانشاء. والاجتماعات يتضمن القليل من تاريخ كينيا، التربية المدنية، نظام حكومة المقاطعة الحالي بالإضافة إلى جميع الدراسات الدينية. كل مادة يجب ان تحصل فيها 100 كحد اقصى.وبالتالي فإن كل مرشح قادر على كسب 500 علامة كحد أقصى. إذا حصل له فرصة للحصول عَلى أكثر من 400 علامات يتم قبولهم في مدرسة ترعاها الحكومة. ان وقت الامتحان يبدأ من اخر اسبوع بشهر أكتوبر وياخذ 3 اسابيع.في 2016، الامتحان كانت تعقد في أكتوبر. ثم يعلن وزير التعليم النتائج في وقت ما في نوفمبر. الجهود مستمرة لالغاء من شهادة كينيا للتعليم الاساسي.